# Itapajé Futebol Clube
L'Itapajé Futebol Clube est un club brésilien de football basé à Itapagé dans l'État du Ceará.
Le club joue ses matchs à domicile au Stade Raimundo Vieira Neto, dit le Vieirão.